# 1127 هـ
1127 هـ هي سنة في التقويم الهجري امتدت مقابلةً في التقويم الميلادي بين سنتي 1715 و1715.

## أحداث
- اصطدام برق في غابة في أمريكا يؤدي إلى حريق ضخم.

## مواليد
- أحمد الدردير.

## وفيات
- إسماعيل حقي البروسوي